# Hur mår Bob?
Hur mår Bob? (originaltitel: What About Bob?) är en amerikansk komedifilm från 1991, i regi av Frank Oz. Filmen handlar om en psykoterapeut (spelad av Richard Dreyfuss) och hans patient (spelad av Bill Murray), samt psykoterapeutens familj. 

## Rollista i urval
- Bill Murray - Bob Wiley
- Richard Dreyfuss - Dr. Leo Marvin
- Julie Hagerty - Fae Marvin
- Charlie Korsmo - Siggy Marvin
- Kathryn Erbe - Anna Marvin
- Tom Aldredge - Mr. Guttman
- Susan Willis - Mrs. Guttman
- Roger Bowen - Phil
- Fran Brill - Lily Marvin
- Brian Reddy - Carswell Fensterwald, M.D.
- Doris Belack - Dr. Catherine Tomsky